# Epiphragma (Epiphragma) ornatipenne
Epiphragma (Epiphragma) ornatipenne is een tweevleugelige uit de familie steltmuggen (Limoniidae). De soort komt voor in het Oriëntaals gebied.